# روابط اسرائیل و تیمور شرقی
روابط تیمور شرقی و اسرائیل به روابط دیپلماتیک میان تیمور شرقی و اسرائیل اشاره دارد.

## تاریخ
تیمور شرقی در اوت سال ۲۰۰۲ روابط دیپلماتیک خود را با دولت اسرائیل برقرار کرد. اسرائیل از طریق سفارت خود در سنگاپور در تیمور شرقی نمایندگی دارد.
خوزه راموس، رئیس‌جمهور تیمور شرقی، در سال ۲۰۱۱ از اسرائیل بازدید کرد. وی همچنین برای دانشجویان دانشگاه عبری اورشلیم سخنرانی کرد. راموس هنگام حضور در اسرائیل با رئیس‌جمهور اسرائیل شیمون پرز نیز دیدار کرد. تیمور شرقی به همکاری استراتژیک با اسرائیل به ویژه در زمینه‌های کشاورزی و امنیت دریایی علاقه‌مند است.